# Антсу
Антсу (ест. Antsu) — село в Естонії, входить до складу волості Антсла, повіту Вирумаа.